# Triolago

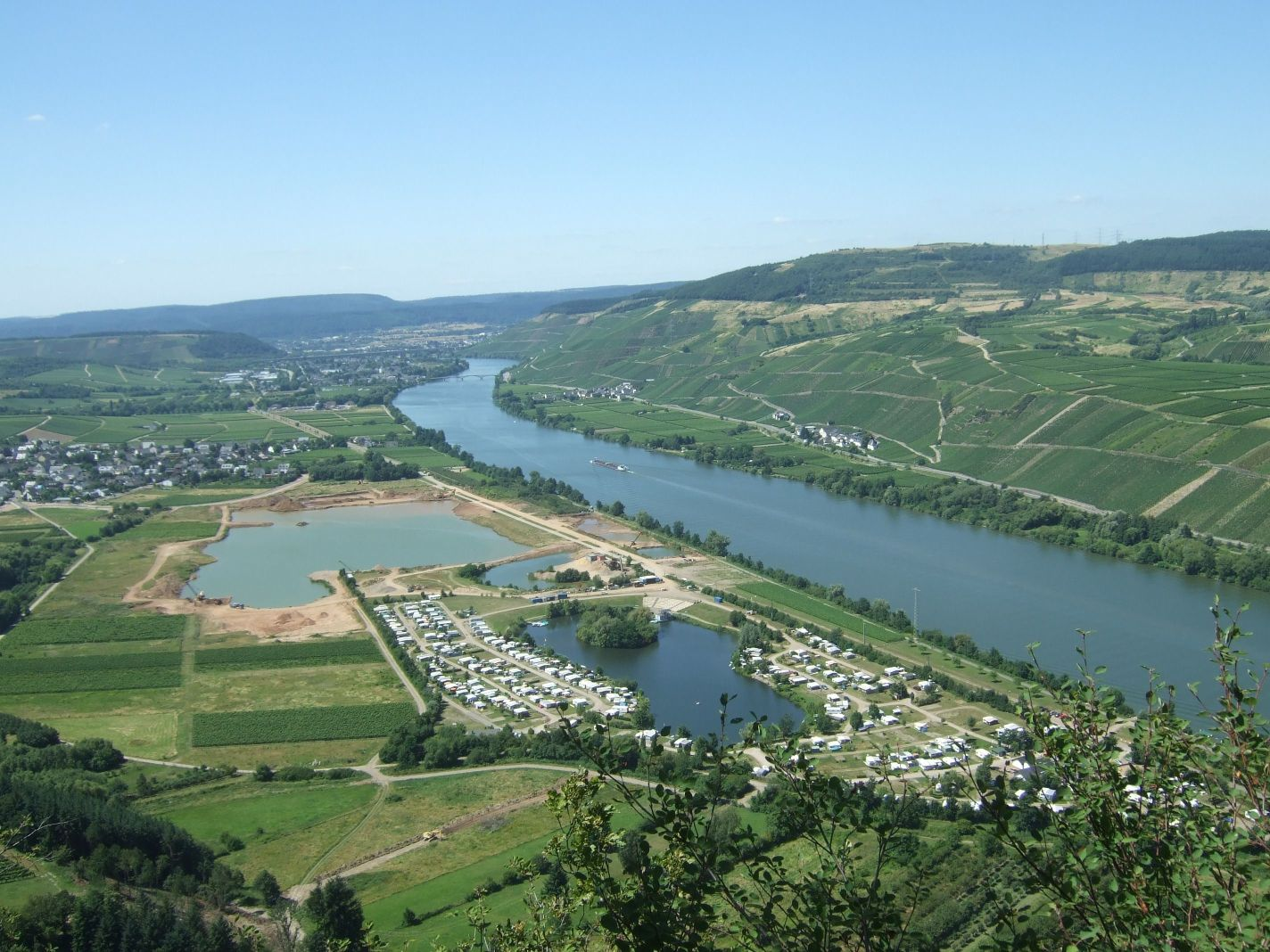
Triolago nahe der Mosel (2008)

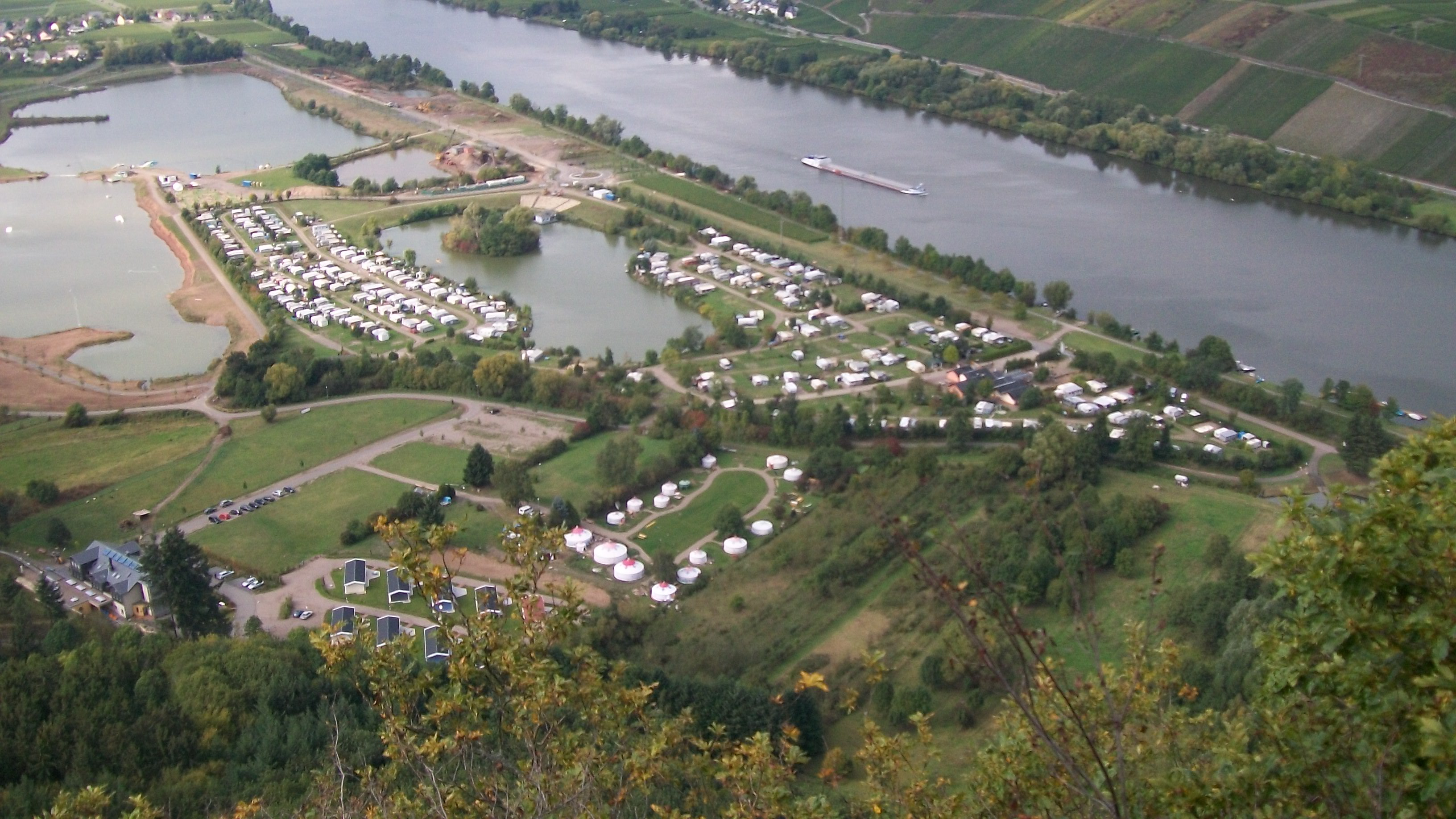
Jurtendorf auf dem Gelände Triolago (2012)

Triolago ist der Name eines Freizeit-Sees und Freizeitparks in der Gemeinde Riol im Landkreis Trier-Saarburg in Rheinland-Pfalz.
Die Gesamtfläche des Freizeitgeländes umfasst etwa 25 Hektar, die Wasserfläche der drei einzelnen Seen ist etwa zehn Hektar groß.
Seit 2003 entstand aus einer Kiesgrube am Rioler Moselufer ein Freizeitsee.
Der Triolago-Freizeitpark wurde 2010 eröffnet.
Es befinden sich dort ein Hotel und Chalets, ein Campingplatz und ein Restaurant.
Freizeitangebote sind:
- Sommerrodelbahn
- Wasserskiseilbahn
- Spielgolf
- Fußballgolf
- Badestrand
- Wasserpark
- Wakeboardanlage

Ein Rundwanderweg führt um das Gelände, der Moselradweg liegt am dortigen Moselufer.
Die Landesstraße 145, von Longuich kommend, endet an einem Verkehrskreisel am Gelände, dort befinden sich Parkmöglichkeiten. Riol ist an den ÖPNV im Verkehrsverbund Region Trier angeschlossen.